# Perizoma triplagiata
Perizoma triplagiata là một loài bướm đêm trong họ Geometridae.